# 新柳町 (名古屋市)
新柳町（しんやなぎちょう）は、愛知県名古屋市の地名。
現在の広小路通沿い、木挽町通から長者町通までの間にあった。

## 地理
1915年（大正4年）時点では、1丁目から7丁目まであり、東西に約134間であった。北に園井町があり、東は栄町1丁目に続いた。

## 歴史

### 町名・町界の変遷
- 1871年（明治4年） - 堀切筋の一部により、愛知郡新柳町が成立[4]。
- 1878年（明治11年）12月20日 - 名古屋区編入により、同区新柳町となる[4]。
- 1889年（明治22年）10月1日 - 名古屋市成立により、同市新柳町となる[4]。
- 1908年（明治41年）4月1日 - 名古屋市が市制に基づく区を設置し、中区新柳町となる[4][5]。
- 1923年（大正12年）8月29日 - 西区島田町の一部を編入する[4]。
- 1936年（昭和11年）1月1日 - 中区広小路通に編入され消滅[4][6]。

## 施設
- 共同火災保険名古屋支店 - 1912年（明治45年）1月開設[7]。